# 王騰 (前燕)
王 騰（おう とう、生年不詳 - 356年）は、五胡十六国時代の前燕の軍人。出身は不明。青州に拠っていた段龕に仕えていたが、前燕に寝返った。その後、侵攻してきた東晋軍に敗れた。

## 生涯
青州に割拠していた段龕に仕え、徐州刺史に任じられ、陽都県公に封じられていた。
元璽5年（356年）2月、前燕の太原王慕容恪が段龕討伐にやってきた。慕容恪は段龕配下が守る諸城に帰順を呼びかけた。これを受けて、王騰は配下らとともに降伏した。慕容恪は王騰に陽都に屯することを命じた。
8月、段龕は東晋に援軍を求めた。これを受けた東晋は、徐州刺史荀羨を援軍として派遣した。その頃、王騰は趙盤と琅邪・鄄城を攻撃、東晋の北境を騒がしていた。
荀羨は琅邪まで進んだものの、前燕軍の強さを憚り、進むことができなかった。王騰は鄄城を攻撃していた。これを知った荀羨は陽都に進攻した。雨が幾日も降り、城は壊れ、荀羨の攻撃で王騰は捕らえられ、殺害された。